# L'orologiaio di Saint-Paul
L'orologiaio di Saint-Paul è un film del 1974 diretto da Bertrand Tavernier, con Philippe Noiret.
Tratto dal romanzo, del 1954, L'orologiaio di Everton, di Georges Simenon.
Il film è interamente girato e ambientato a Lione.

## Trama
Il film ha inizio la sera dell'11 marzo 1973, quando sono resi noti i risultati delle elezioni politiche indette in quell'anno, che vedono una inaspettata vittoria della maggioranza uscente di centrodestra.
L'orologiaio Michel Descombes vive a Lione nel vecchio quartiere di Saint-Paul. È un artigiano onesto e metodico. La sua vita è scandita da ritmi lenti e regolari: apre il negozio, scambia qualche battuta con i vicini, ripara sveglie e orologi, cena ogni sera della domenica alla trattoria Chauvin, un locale popolare in cui incontra gli amici.
Vive da solo con il figlio ventenne Bernard, dopo la separazione e la morte della moglie.
Un giorno riceve la visita inaspettata della polizia e una notizia drammatica: Bernard ha ucciso un uomo ed è fuggito con una ragazza. Lo stanno cercando per arrestarlo.
Bernard ha ucciso Razon, una guardia giurata, e ne ha poi incendiato l'automobile. L'uomo, prepotente e disonesto, con simpatie di estrema destra, prestava servizio d'ordine in una fabbrica e insidiava le operaie, in modo particolare Liliane, la ragazza di Bernard.
Sconvolto, Michel si accorge che sa pochissimo del figlio e si tormenta per non essere stato un padre più attento e presente. Il commissario Guibond, che ha anch'egli problemi personali, tenta di ottenere il suo aiuto per ritrovare i due ragazzi e gli manifesta comprensione umana.
I due giovani vengono infine arrestati e processati. Bernand si rifiuta d'incontrare suo padre, e quando finalmente si trovano l'uno di fronte a l'altro, gli rivolge appena la parola.
Per salvaguardare il suo amor proprio e l'onore della fidanzata, Bernard non si presta ad assecondare la linea difensiva adottata del suo avvocato, che vorrebbe invocare le circostanze attenuanti dimostrando che si è trattato di un delitto passionale, e preferisce avallare la tesi del delitto politico. Michel comprende le ragioni del figlio e lo appoggia. A questa decisione consegue la pesante condanna a vent'anni di carcere, ma si è ristabilita la fiducia fra padre e figlio.

## Produzione
Dopo numerosi rifiuti ricevuti, Tavernier incontra Raymond Danon, un produttore che credette al soggetto di "L'Horloger de Saint-Paul" e che gli diede l'opportunità di esordire nella regia di un lungometraggio.

### Soggetto
Tavernier si ispira al romanzo L'horloger d'Everton di Georges Simenon, pubblicato nel 1954, ma l'intrigo si trasferisce dagli Stati Uniti a Lione.
Lo scrittore accorda al regista i diritti per l'adattamento cinematografico nel marzo 1972.

### Sceneggiatura
La sceneggiatura ebbe una lunga gestazione, quattordici mesi, segnati da parecchi rifiuti da parte di una serie di scrittori interpellati (Michel Mohrt, Louis Guillaux, Pascal Jardin, Michel Audiard). Alla fine Tavernier otterrà la collaborazione di due sceneggiatori, Jean Aurenche e Pierre Bost di cui egli ammirava la levità e la discrezione della scrittura, dimostrata nei lavori realizzati negli anni 40/50. Essi gli parvero assolutamente adatti per questo film. Iniziò così una amicizia e una fruttuosa collaborazione che produrrà le opere successive: Que la fête commence, Le Juge et L'Assassin, Coup de Torchon. Tavernier renderà anche un bell'omaggio a Aurenche con il suo Laissez-passer.

### Cast
Il film non si sarebbe potuto realizzare senza Philippe Noiret che, dopo aver letto venti pagine del copione, diede la sua totale fiducia a Tavernier e lo aiutò a resistere quando il progetto del film sembrava fallire per i ripetuti dinieghi dei produttori interpellati.
Il cineasta trova in Philippe Noiret l'interprete ideale. L'attore mette il suo carisma e la sua voce inimitabile al servizio di questo personaggio commovente di padre disorientato.
(Philippe Noiret)
I due artisti girarono insieme non meno di otto film, fra i quali i memorabili Le Juge et l'Assassin e Coup de torchon.
A rivestire il ruolo del commissario Guilboud è Jean Rochefort, un altro dei pilastri del cinema francese, interprete di decine di film, alcuni classici fra cui Le Grand Blond avec une chaussure noire, 1972, L'Héritier, 1973, (L'erede), Un éléphant ça trompe énormément, 1976, (Certi piccolissimi peccati) e Le Crabe-Tambour, 1977, (L'uomo del fiume).
In un primo tempo Bertrand Tavernier aveva scelto François Perrier. Quindici giorni prima dell'inizio delle riprese François Perrier non poteva più fare il film. Il distributore aveva deciso di rimpiazzarlo con Jean Rochefort. Bertrand Tavernier non lo conosceva e lo incontrò a pranzo. Anziché parlare della sceneggiatura ricordarono insieme il poeta Jacques Audiberti. Alla fine del pranzo, Jean Rochefort accettò il ruolo e dichiarò: 
(Jean Rochefort)

### Luoghi delle riprese
La città di Lione, dove il regista è nato e ha scelto di ambientare il film, modificando il romanzo di Simenon, appare come un personaggio a sé stante.
La macchina da presa esplora la città nei suoi angoli più o meno conosciuti: il Vieux Lyon, le sponde della Saona, il parco della Tête d'or, place des Terreaux, i viali e il piazzale sulla collina della Croix-Rousse, l'orologio astronomico della Cattedrale di Saint-Jean, il Palazzo di giustizia, il carcere di Saint-Paul, la stazione di Lione-Perrache, il mercato coperto alla Part-Dieu (dal 2006 intitolato a Paul Bocuse), eccetera.
Tavernier firma un'opera su Lione, come un'allegoria di tutto un paese, come Martin Scorsese e Woody Allen hanno fatto con New York.

## Prima
Il film esce nelle sale il 16 gennaio 1974. L'uscita nelle sale ha coinciso con la fine delle Trente Glorieuses, il lungo periodo di prosperità economica attraversato dalla Francia a partire dalla Liberazione, e con gli ultimi mesi della presidenza di Georges Pompidou, che di quel benessere è stato uno degli artefici principali.

## Accoglienza
L'horloger de Saint-Paul conosce un successo notevole: 300 000 biglietti venduti e il premio Louis Delluc nel 1974.

## Critica
La critica s'entusiasma per il soggetto e sottolinea il valore dato alla città di Lione.
Scrive Jean de Baroncelli su Le Monde:
(J. De Baroncelli, in Le Monde)

## Riconoscimenti
- Orso d'argento al festival di Berlino
- Premio Louis-Delluc 1973